# Paul Sümmermann
Paul Sümmermann (* 7. Oktober 1862; † 1913) war ein deutscher Landwirt und Parlamentarier.

## Leben
Sümmermann studierte an der Kaiser-Wilhelms-Universität und wurde 1882 Corps Palatia Straßburg aktiv. Nach dem Studium wurde er Gutsbesitzer und Königlicher Domänenpächter im Kloster Scheda bei Wickede (Ruhr). Im Bund der Landwirte war er als Funktionär tätig. 1899–1903 vertrat er als Abgeordneter den Wahlkreis Arnsberg 6 (Hamm, Soest) im Preußischen Abgeordnetenhaus. Er gehörte der Fraktion der Konservativen Partei an.